# 라디그낮도마뱀붙이
라디그낮도마뱀붙이(Phelsuma sundbergi ladiguensis)는 라디그 데이 게코(La Digue day gecko)라 불리며, 주행성을 띠는 셰이셸큰낮도마뱀붙이의 아종이다. 세이셸 제도의 라디그섬, 펠리시테섬(:en:Felicite Island), 코코스섬(:en:Cocos Island, Seychelles)에 분포하며 코코넛야자 따위의 큰 나무, 혹은 인류 거주지 근처에서 살아간다. 보통 곤충과 꽃꿀을 먹는다.

## 형태
이 종은 꼬리까지 최대 16 cm에 달하여 낮도마뱀붙이류 중에서는 큰 편이다. 몸은 밝은 녹색 혹은 청록색을 띈다. 콧구멍에서 눈까지 흐릿한 붉은 줄무늬가 이어진다. 등에는 불규칙한 형태의 점무늬, 줄무늬(bar)가 나있다. 눈가무늬(eye ring)는 노란색이다. 목덜미는 노랗다. 배는 노란색 혹은 황백색이다.

## 습성
라디그낮은 다양한 곤충 따위의 무척추동물을 먹는다. 부드럽고 달달한 과일, 꽃가루, 꽃꿀도 먹는다.
이 녀석들은 먹이를 먹을 때 암수나무 사이를 기어다니며 꽃가루를 날라서 야자나무의 수분을 돕는다.
암컷들은 둥지를 공동으로 사용하는 습성이 있어서 한 곳에서 50 개가 넘는 알이 발견되기도 한다. 알은 온도가 28 °C일 때 56-71일 후에 부화한다.

## 사육
이 종은 겁이 많아서 핸들링해서는 안 되며 곧잘 탈출한다. 이 종은 식물이 무성한 큰 테라리움에서 수컷 한 마리에 암컷 두세 마리씩 짝을 지어주거나 홀로 키워야 한다. 짝이 없는 라디그낮은 곧잘 싸우며, 재빨리 서로 떼내지 않으면 심각한 부상을 입거나 죽기도 한다. 온도는 낮에는 28 °C, 습도는 낮에는 75-80%, 밤에는 그보다 조금 높게 유지해야 한다. 추운 계절에는 낮에는 24 °C, 밤에는 16 °C를 유지하는 것도 중요하다. 사육 시에는 귀뚜라미, 시판 과일 사료, 벌집나방(:en:wax moth) 애벌레, 초파리, 밀웜, 집파리를 먹일 수 있다.